# Nephrotoma parvirostra
Nephrotoma parvirostra is een tweevleugelige uit de familie langpootmuggen (Tipulidae). De soort komt voor in het Palearctisch gebied.